# Дым (налогообложение)
Дым — крестьянский двор, хозяйство одной малой или реже большой (неразделившейся) семьи, а также единица налогообложения в Великом княжестве Литовском в XIV—XVIII веках. Дым представлял собой комплекс хозяйственных построек, жилого дома, различных сельхозугодий, домашней скотины и сельскохозяйственного инвентаря. Дворы мещан также назывались дымами.
В Киевской Руси дым служил единицей обложения данью. Размер выплачиваемой дани зависел от количество печных труб в одном хозяйстве: чем печных труб больше, тем выше размер дани с хозяйства.
Подымную подать активно собирали и в России до середины XVI века, когда Иван IV Грозный в рамках налоговой реформы заменил подымную подать на более справедливую посошную подать.